# جاي هال كاربنتر
جاي هال كاربنتر (بالإنجليزية: Jay Hall Carpenter)‏ هو نحات أمريكي، ولد في 1959.